# هانری ون کوتسم
هانری-امیل ون کوتسم (به فرانسوی: Henri-Émile Van Cutsem) (زادهٔ ۱۸۳۹ میلادی – درگذشتهٔ ۱۹۰۴ میلادی) حامی بلژیکی هنر، مجموعه‌دار هنری و همچنین خود یک نقاش بود.

## زندگی‌نامه
ون کوتسم در بروکسل در خانواده‌ای از هتلداران که از تجارت خود ثروتمند شده بودند به دنیا آمد. او در لیژ حقوق خواند. در طول اقامت طولانی در پاریس، روابط خوبی با بسیاری از جوامع هنری برقرار کرد. در سال ۱۸۹۰ میلادی او دو بلوک آپارتمانی مجاور را در خیابان هنرها در سن-ژوس-تان-نود خریداری کرد که توسط ویکتور هورتا بازسازی شده بود.
او بر اثر ذات‌الریه در روستای اوشامپ، لیبن درگذشت.

## حمایت
ون کوتسم مجموعه‌های هنری پدرش را توسعه داد و از بسیاری از هنرمندان، به‌ویژه مجسمه‌ساز گیوم شارلیه، حمایت معنوی و مالی کرد؛ ون کاتسم به شارلیه وصیت کرد که دارایی‌هایش در خیابان هنرها را پس از مرگ (شارلیه) به تبدیل کند، موزهٔ شارلیه در ۲۱ اکتبر ۱۹۲۸ میلادی تأسیس شد.
در میان بسیاری از هنرمندانی که او از آن‌ها حمایت کرد، برخی عبارتند از: ادوارد اگنیسنس، تئودور بارون، ژئو برنیه، یان ون بیرز، اوژن برورمن، آلبریک کولن، جیمز انسور، ژوزف استیونز و ویلی فینچ.

## میراث
مجموعه‌های ون کوتسم به موزهٔ هنرهای زیبا در تورنه اهدا شد.